# 11456 Cotto-Figueroa
11456 Cotto-Figueroa este o planetă minoră (asteroid), cu un diametru de 11,196 km, din centura de asteroizi. A fost descoperită pe 1 martie 1981 la Observatorul Siding Spring de Schelte J. Bus. 
Obiectul prezintă o orbită caracterizată de o semiaxă mare de 3,0659124 UAi, o excentricitate de 0,08, o înclinație de 2,89225 ° în raport cu ecliptica.